# 즈워타문

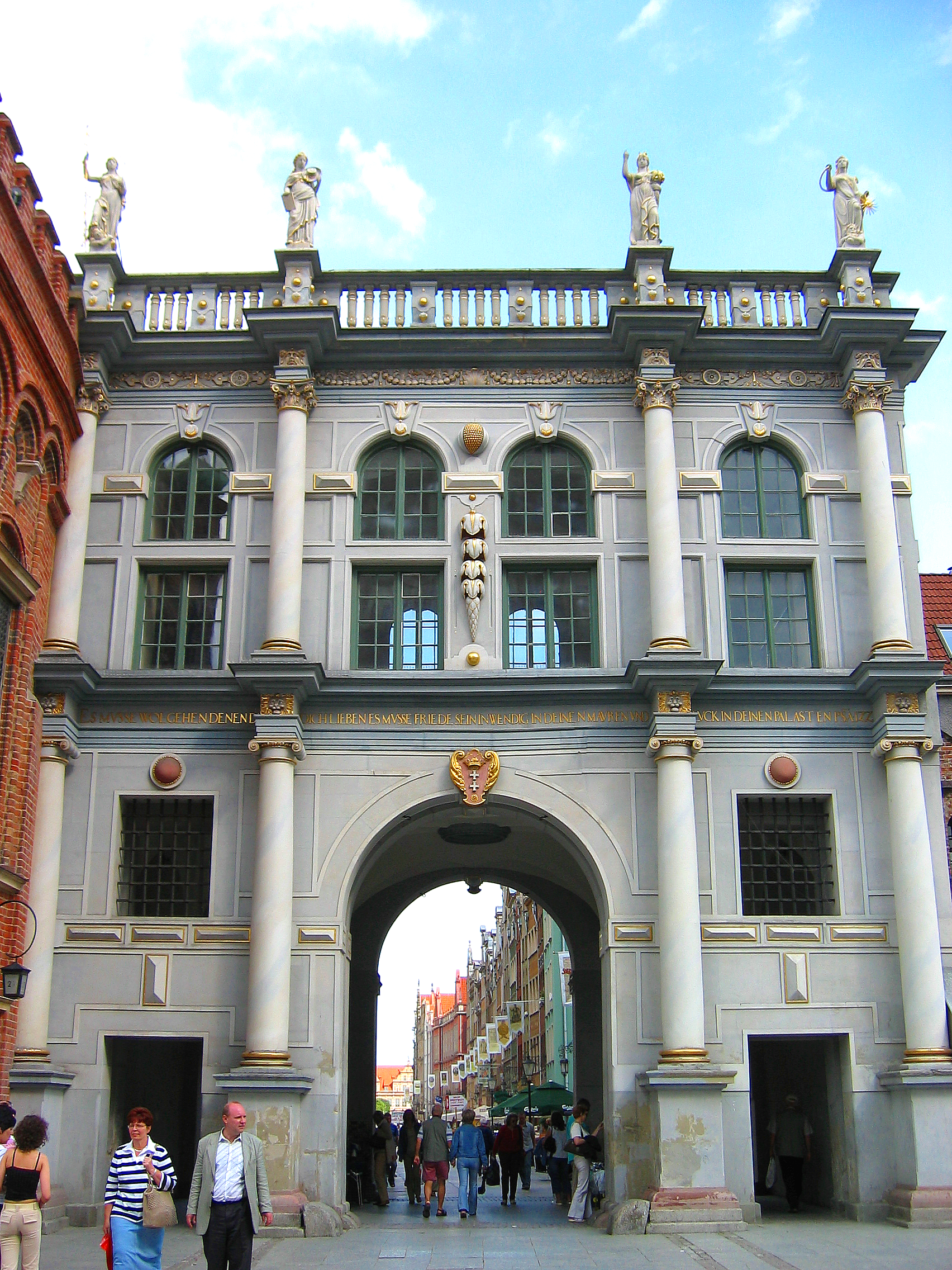
즈워타문

즈워타문(폴란드어: Brama Złota)은 폴란드 포모제주 그단스크에 있는 르네상스 양식의 문이다. 역사 지구 중심부의 가장 눈에 띄는 부분인 왕립 경로에 위치하고 있으며 가장 유명한 관광지 중 하나다.